# ダイムラー・ベンツ DB 601

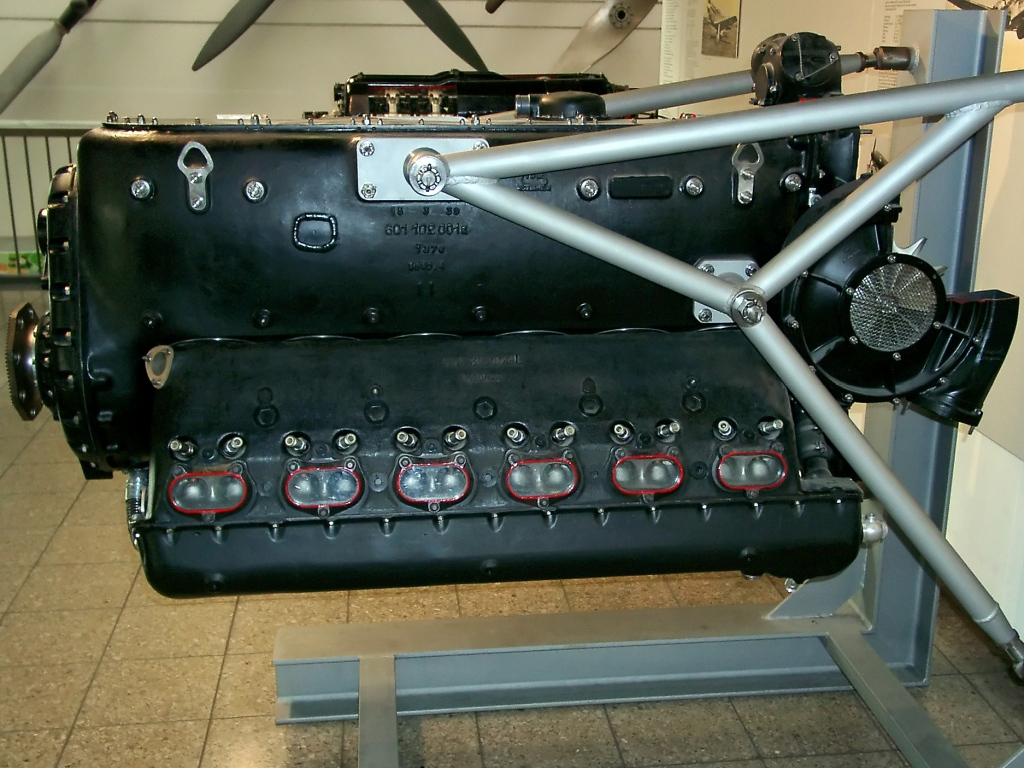
ダイムラー・ベンツ DB601A

DB 601は、ドイツのダイムラー・ベンツで開発・製造された航空機用液冷V型12気筒エンジン。第二次世界大戦において、ドイツ空軍のBf109に採用されたほか、イタリアのアルファロメオ、日本の川崎航空機（以下川崎）および愛知航空機（以下愛知）においてそれぞれライセンス生産され、イタリアのMC.202、日本の三式戦闘機など枢軸国側の航空機にも採用された。

## 概要

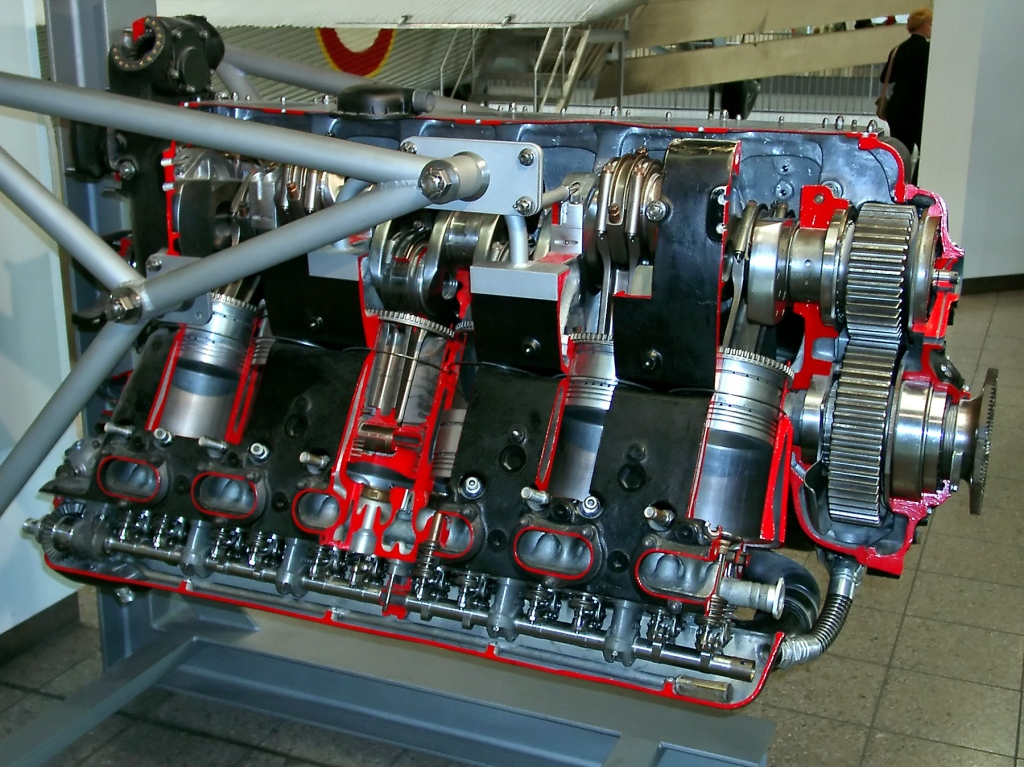
ダイムラー・ベンツ DB601A

DB 600の改良型であり、高圧縮低回転型で燃料事情の良くないドイツの国情に配慮する一方、燃料直接噴射ポンプの搭載、倒立V型気筒で発動機中央に機銃が通せる構造や、側面に装備されたフルカン式継手(流体継手)を用いた無段変速の過給機（実際は2速式であるが、通常の過給機と異なり1速と2速の間がフルカン式継手により無段階に変速できる）、分割式ローラーベアリングをコンロッド大端部に用いるなど、非常に高度で複雑な機構を多数採用している。これは製造の困難さや重量の増大も招いたが、高度な工作技術で克服、特に大戦前半にはライバル機に対する優位を保った。バトル・オブ・ブリテンの空中戦において、後に改良されたとはいえ気化器を装備してマイナスGがかかるとガソリンがオーバーフローしエンジンが息をつくロールス・ロイス マーリンなどの英国戦闘機のエンジンに対して、そのようなことがない燃料直接噴射ポンプは効果絶大であった。
また倒立V型で中空構造のプロペラシャフトであることから、プロペラスピナーの中心から発砲できる機関砲「モーターカノン」の装備に対応していた。DB 601系を搭載するBf 109戦闘機用として当初エリコンMGFFが用いられたがトラブルが多く、後にマウザーMG 151 機関砲やラインメタルMK 108 機関砲、または少数のMK 103 機関砲が用いられた。
その一方で、倒立であるがためプロペラシャフトが下寄りになり、プロペラ径を大きくするためには脚を長くする必要があるなど、機体設計の面では不合理な構造であった。また、モーターカノンの装備は過給器の性能向上にとっては足枷となり、結果として後年DB系のエンジンは連合軍のエンジンに比べて高高度性能でハンデを負う事になった。

## アツタとハ40
本エンジンはドイツのみならずイタリアや日本などの枢軸国でライセンス生産されている。
日本では陸軍向けに川崎でハ40として、海軍向けに愛知でアツタとしてライセンス生産している。同じエンジンを、陸海軍がそれぞれライセンス料を支払って別のメーカーに生産させたことから、ヒトラーが「日本陸軍と日本海軍は敵同士か」と笑ったというエピソードが知られている。
1936年（昭和11年）に生産が始まったDB601Aの高性能は、やがて日本海軍の知るところとなり、日本海軍は1938年（昭和13年）に、その高性能を活かした高速艦上爆撃機として十三試艦上爆撃機（後の彗星)の開発に着手し、DB601Aの国産化に向けて製造権の取得交渉も開始した。やや遅れて日本陸軍もDB601Aの高性能を知って製造権取得・国産化に乗り出し、1938年（昭和13年）に至って商社の大倉商事にライセンス生産権の取得交渉に当たらせることとした。先行していた日本海軍は、当初、その国内生産を川崎航空機に行わせようとしていたが、後になって十三試艦上爆撃機の機体生産を担当する海軍系の愛知時計電機（後の愛知航空機）にエンジン生産も行わせるよう変更したためもあって、話がまとまらなくなり、陸海軍は別個に製造権取得を進めるに至った。その結果、愛知時計電機が先行して1938年（昭和13年）に、川崎航空機はやや遅れて1939年（昭和14年）1月に、それぞれ別個にライセンス生産契約を締結し、ライセンス料もそれぞれ50万円ずつを支払った。
航空史の調査・研究・執筆を行っている渡辺洋二は、その著書において、当時の製造権取得の方法として、製造権を日本政府が購入する方式をとれば、ライセンス料は50万円の1件ですむところを、別個に交渉したためにライセンス料も別々に負担する結果を招いたと指摘し、日本陸海軍間の強いセクショナリズムの典型としている。
愛知と川崎が購入したライセンスは初期の型であるDB601A。ただし燃料噴射装置を生産していたボッシュはライセンス生産を認めなかったため、三菱が製造していた物を改造して使うこととなった。なお、無断でのコピー生産も行われたとされる。

## 派生型

### DB601 A-1
離昇出力:1,100HP/2,400rpm
高度出力:1,020HP/2,400rpm（高度4,500m）
(B4燃料使用時)

### DB601 Aa
離昇出力:1,175HP/2,500rpm
高度出力:1,100HP/2,400rpm（高度3,700m）
(B4燃料使用時)

### DB601 B-1/Ba
基本的にはDB601 A-1/Aaと同じ構造でBf110や爆撃機用にプロペラとエンジンのギア比を1:1.55から1:1.88に変更したもの

### DB601N
離昇出力:1,175HP/2,600rpm
高度出力:1,270HP/2,600rpm（高度2,600m）
(C3燃料使用時)

### DB601P
基本的にはDB601Nと同じ構造でBf 110や爆撃機用にギヤ比を1:1.55から1:1.88に変更したもの

### DB601E
離昇出力:1,350HP/2,700rpm
高度出力:1,320HP/2,700rpm（高度4,800m）
高度出力:1,450HP/2,700rpm（高度2,100m)
(B4燃料使用時)

### DB601F
基本的にはDB601Eと同じ構造でBf 110やMe 219、爆撃機用にギヤ比を1:1.685から1:1.875に変更したもの

### DB601G
基本的にはDB601Eと同じ構造でBf 110やMe 210、爆撃機用にプロペラとエンジンのギア比を1:1.685から1:2.06に変更したもの

### DB606A/B
DB601F又はGを2基並べギヤ連動で単一のプロペラシャフトを回すようにしたもの。He 177の初期型やJu 288、Me 261に搭載された。
離昇出力:2,700HP。カウンタートルクを相殺するため、A型とB型でプロペラの回転方向が違う（A型は左回り、B型は右回り)

## 主要諸元
DB 601A
- タイプ：液冷倒立V型12気筒
- ボア×ストローク：150mm×160mm
- 排気量：33,929cc
- 全長：1,722mm
- 全幅：705mm
- 乾燥重量：610 kg
- 燃料供給方式：直接噴射式
- 過給機：遠心式スーパーチャージャー1段1速
- 加圧冷却方式：ウォータージャケット内で3.8気圧に加圧（寒冷期には水とエチレングリコール液を50：50で混合したものを使用）
- 離昇出力　
  - 1,050HP/2,450rpm
- 高度出力 
  - 1,100HP/2,400rpm（高度3,700m）
  - 960HP/2,400rpm（高度5,000m）

DB 601N
- 過給機：遠心式スーパーチャージャー1段流体継手式無段階変速
- 離昇出力　
  - 1,175HP/2,600rpm
- 高度出力 
  - 1,050HP/2,400rpm（高度4,800m）

## 主な搭載機
- メッサーシュミット Bf109
- MC.202
- キ60
- 研三